# Kedorlaomer

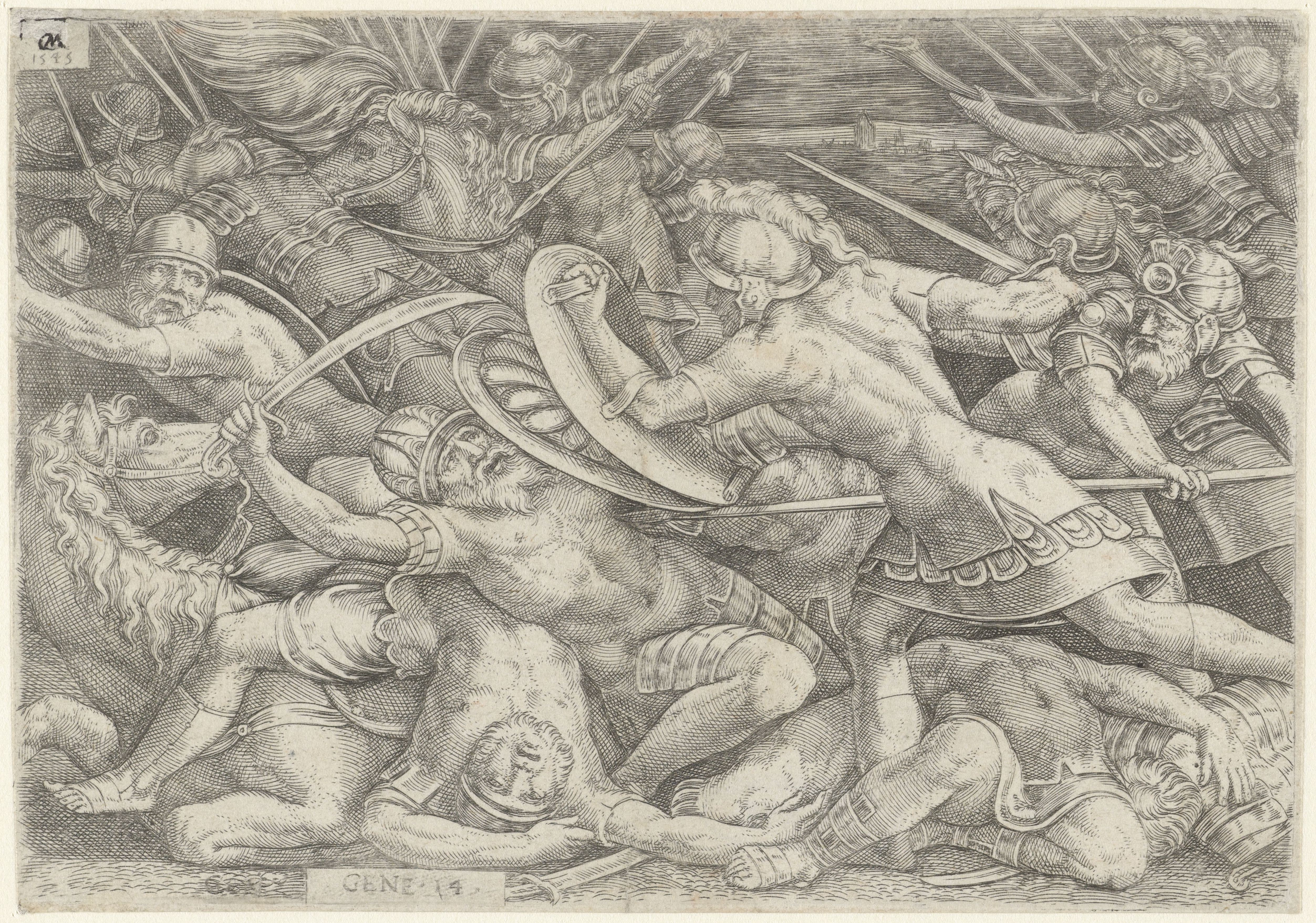
Gravure de la bataille de Abraham contre le roi Chedorlaomer et ses alliés. Les soldats d'Abraham, à droite, dépassent les soldats de Kedorlaomer. Cornelis Massijs, Anvers, 1545. Exposée au Rijksmuseum d'Amsterdam.

Kedorlaomer est un personnage de la Genèse. Il est roi d’Élam, et domine de l'Iran jusqu’aux frontières de l’Égypte. 
On n’a pas retrouvé le nom Kedorlaomer dans les listes des dirigeants de l’Élam du passé, mais on admet qu’il s’agit d’un nom élamite : Kudur, qui est peut-être une variante de Kedor et signifie « servant », apparaît dans beaucoup de noms composés, et Lagamar était une divinité du panthéon élamite,.

## Récit biblique
Kedorlaomer, roi d’Élam, est servi pendant douze ans par les rois de Sodome, Gomorrhe, Tsoar, Tseboïm, et Adma. La treizième année, ces cinq rois se révoltent. La quatorzième année, Kedorlaomer va à leur rencontre, accompagné des rois de Shinar et de Gojim, ainsi que  d'Arioch, roi d'Ellasar. Après de nombreuses victoires contre d'autres peuples locaux, Kedorlaomer et ses alliés affrontent les rebelles dans la vallée de Siddim. Ils les mettent en fuite, pillent Sodome et Gomorrhe, et enlèvent entre autres Loth, le neveu d'Abraham. 
Dès qu'il l'apprend, Abraham part à leur poursuite avec 318 de ses vassaux. Il les assaille de nuit à Dan, les bat et les poursuit jusque vers Damas, où il leur reprend Loth et les  prisonniers, ainsi que tous les biens pillés.